# Stadthagen
Stadthagen er administrationsby og kommune i det nordvestlige Tyskland, beliggende cirka 40 km vest for Hannover under Landkreis Schaumburg. Denne landkreis ligger i delstaten Niedersachsen.

## Geografi
Byen er beliggende mellem Minden og Hannover i centrum af Landkreisen Schaumburg ved Bundesstraße 65. Mod syd ligger højderne Bückeberge, som er udløbere af Weserberglandes, i nordvest ligger Schaumburger Wald.
Stadthagen består af følgende kommunedele, landsbyer og bebyggelser:
- Enzen-Hobbensen
- Hörkamp-Langenbruch
- Krebshagen
- Obernwöhren
- Probsthagen
- Reinsen
- Wendthagen-Ehlen
- Kleinhagen
- Bruchhof
- Habichhorst
- Blyinghausen